# Кёниг, Карл (архитектор)
Карл Кёниг (нем. Karl (Carl) König; 3 декабря 1841, Вена — 27 апреля 1915, Вена) — австрийский архитектор, представитель историзма в зодчестве.

## Биография
К. Кёниг родился в еврейской семье, переселившейся в Вену из Братиславы. Образование получил в венской Технической высшей школе под руководством Йозефа фон Траунфельса и в Академии изобразительных искусств у Фридриха фон Шмидта, где окончательно сделал выбор в пользу архитектуры (ранее К. Кёниг предполагал стать живописцем). 
В 1861 году Кёниг был принят в класс мастеров Шмидта. 
С 1866 года он — ассистент Генриха фон Ферстеля в Технической высшей школе. С 1873 года он — внештатный, а с 1875 — штатный профессор зодчества. 
В 1878 году Кёниг порывает с иудаизмом. В 1885 году ему присваивается звание профессора архитектуры по эпохам классической древности и ренессанса. С 1884 по 1888 год он декан, а с 1901 года — ректор Технической высшей школы Вены. В 1888 году ему присваивается титул почётного члена Академии изящных искусств, а в 1908 году — советника двора (Hofrat).
К. Кёниг считается одним из крупнейших австрийских архитекторов эпохи позднего историзма, построивший в Вене немало зданий для представителей крупной буржуазии и зажиточных горожан. Как педагог он оказал несомненное влияние на своего талантливого ученика Фридриха Омана.

## Постройки (избранное)
- Синагога на Турнергассе, Вена 15 (1871/72, в 1938 разрушена)
- Филиппсхоф, Вена 1 (1883/84, в 1945 разрушен)
- Синагога в городе Либерец (1887-89)
- Биржа для сельскохозяйственных продуктов, Вена 2 (1887-90)
- Ротентурмхоф, Вена 1 (1889)
- Вилла художника Пробста (1891-93)
- Вилла Тауссиг, Вена 13 (1893-95)
- Дом для Вильгельма Цирера, Вена 1 (1895/96, в 1945 разрушен)
- Дворец Герберштейна, Вена 1 (1897)
- Дворец Ландау, Вена 4 (1900/01)
- Дворец Бёлера, Вена 4 (1904/05)
- Вилла Куффнера (1905-08)
- Дом индустрии, Вена 3 (1906-09), со старейшим в Австрии лифтом
- Расширенное строительство Технической высшей школы (1907-09)